# Орле (списание)
„Орле“ е българско детско илюстровано списание, издание на националистическата организация „Бранник“, посветено на най-младите ѝ членове - "орлетата" в българските прогимназии. Списанието помества стихотворения, разкази и приказки, научнопопулярни статии и сведения за дейността на „орлетата“.
Списанието започва да излиза през 1941 г. в София под редакцията на Илия Волев и се печата в печатница Книпеграф в тираж 12 000. От 1943 г. „Орле“ се редактира от Иван Йосифов Бояджиев, като се печата и в печатниците Григор Ив. Гавазов, Стопанско развитие в София и Г. Кацаров в Пазарджик.
Между сътрудниците на списанието са Елисавета Багряна, Ангел Каралийчев, Светослав Минков, Асен Разцветников, Змей Горянин, Лъчезар Станчев, д-р Захари Захариев, Добри Немиров, Стоян Даскалов, Емануил Попдимитров, Константин Пеликанов, Панчо Михайлов, Богдан Овесянин, Стилиян Чилингиров, Константин Константинов, Васил Павурджиев.